# Крегарєво
Крегарєво (словен. Kregarjevo) — поселення в общині Камник, Осреднєсловенський регіон, Словенія. Висота над рівнем моря: 494,1 м.